# 豊田ホタルの里ミュージアム
豊田ホタルの里ミュージアム（とよたホタルのさとミュージアム）は、山口県下関市豊田町にある博物館。2004年6月5日に開館した。2020年4月から「下関市立自然史博物館」の名称が併記されるようになった。

## 概要
当地を流れる木屋川流域に生息するホタルの標本や様々な資料などが展示されている。建物はゲンジボタルをモチーフにして作られた。また同館では様々な企画展が開かれている他、自然観察会なども行なわれている。

## 歴史
- 2004年（平成16年）6月5日 - 開館

## 周辺
- 道の駅蛍街道西ノ市
- 山口県道34号下関長門線
- 安白川
- 木屋川
- 長府警察署豊田幹部交番
- 山口県立山口農業高等学校西市分校（山口県立西市高等学校の後身）
- 山口県道65号山陽豊田線